# 216e division côtière
Pour les articles homonymes, voir 216e division.
La 216e division côtière (216ª Divisione Costiera) était une division d'infanterie de l'armée italienne pendant la Seconde Guerre mondiale. La division était basée à Pise en Toscane, une région côtière de l'Italie.
Les divisions côtières étaient des divisions de deuxième ligne, généralement formées d'hommes dans la quarantaine et la cinquantaine destinés à effectuer des tâches ouvrières. Les hommes recrutés localement étaient souvent commandés par des officiers appelés à la retraite. Leurs équipements étaient également de basse qualité.

## Ordre de bataille
- 12e régiment d'infanterie côtier
- 13e régiment d'infanterie côtier